# Swaziacris burtti
Swaziacris burtti is een rechtvleugelig insect uit de familie Lentulidae. De wetenschappelijke naam van deze soort is voor het eerst geldig gepubliceerd in 1953 door Dirsh.